# Drago Vabec
Drago Vabec, właśc. Dragutin Vabec (ur. 26 października 1950 w Zagrzebiu) – piłkarz jugosłowiański pochodzenia chorwackiego, występujący podczas kariery na pozycji napastnika.

## Kariera klubowa
Karierę piłkarską Drago Vabec rozpoczął w klubie Dinamo Zagrzeb w 1968 roku. W Dinamie grał do 1977 roku. Podczas tego okresu wywalczył jedynie Puchar Jugosławii w 1969 roku. W 1977 roku wyjechał do kanadyjskiego Toronto Metros-Croatia występującego w lidze NASL. Po kilku miesiącach powrócił do Dinama i grał w nim do 1979 roku. W latach 1979–1983 występował w pierwszoligowym francuskim klubie Stade Brestois 29. W 1979–80 z 17 bramkami zajął 4. miejsce w klasyfikacji strzelców. W 1981–82 z 18 bramkami zajął 5. miejsce w klasyfikacji strzelców. Ostatnim etapem kariery było ponownie Dinamo Zagrzeb, gdzie zakończył karierę w 1984 roku.

## Kariera reprezentacyjna
W reprezentacji Jugosławii Drago Vabec zadebiutował 26 września 1973 roku w zremisowanym 1-1 towarzyskim meczu z Węgrami w Belgradzie. W 1976 roku został powołany przez selekcjonera Ante Mladinicia do kadry na Mistrzostwa Europy w Jugosławii. Tam był rezerwowym zawodnikiem i nie wystąpił w spotkaniach z RFN i Holandią. Ostatni raz w kadrze plavich zagrał 24 kwietnia 1976 w wygranym 2-0 meczu eliminacji Mistrzostw Europy 1976 z Walią w Zagrzebiu. Od 1973 do 1976 roku rozegrał w kadrze narodowej 7 meczów i strzelił 1 bramkę.

## Kariera trenerska
W październiku 2006 roku Vabec objął zagrożony spadkiem drugoligowy NK Čakovec. Nie zdołał uchronić go przed spadkiem do trzeciej ligi i po zakończeniu sezonu 2006–07 odszedł z klubu.